# Суховершки кінчасті
Суховершки кінчасті, суховершки роздільнолисті (Prunella laciniata) — вид рослин з родини глухокропивові (Lamiaceae), поширений у північно-західній Африці, у Європі крім півночі й сходу, у західній Азії.

## Опис
Багаторічна рослина 5–30 см заввишки. Стеблові листки зазвичай перистороздільні; нижні зібрані в розетку, черешкові, яйцеподібні або еліптичні, цілокраї або зубчасті. Нижня губа чашечки з ланцетними війчастими зубцями. Віночок жовтувато-білий.

## Поширення
Поширений у північно-західній Африці, у Європі крім півночі й сходу, у західній Азії.
В Україні вид зростає на лісових галявинах, суходільних луках — у Закарпатті, ок. Вінниці, гірському Криму.